# カヤツリグサ科
カヤツリグサ科（カヤツリグサか）は、単子葉植物の一つの科である。全世界で約70属3700種がある。
APG植物分類体系では、イネ目 (Poales) に属する。

## 一般的特徴
カヤツリグサ科の植物は、細長い葉を持つ草が多い。花は花びらを持たず、鱗片が重なり合って小穂を形成する。
ほとんどは一年生または多年生の草本で、短い茎が地表または地中にある。匍匐枝を出すものもある。ただし、一部に木質化した茎を持つものがある。
地上には先端に花をつける花茎を長く伸ばす。これを稈（かん）という。葉は地面の茎や稈の節ごとに出る。葉の基部は茎を抱いて、往々に両側が癒合し、鞘（しょう、さやのこと）を形成する。種によっては鞘のみが残り、葉身は退化する場合がある。中には植物体全体に葉身がなく、花茎の緑色部のみで光合成をおこなうものもある。

### 小穂
花は小さく、多数が集まって鱗片に覆われた小穂を形成する。小穂は花茎上に単生するか、多数が集まって花序をなす。花序の基部には方があり、これがよく発達するものもある。多数がよく発達すれば、傘のような姿になる。苞葉が一枚よく発達し、茎の延長のようになると、まるで茎の途中に花序が横向きに出ているように見える。その姿はイグサに似ている。
小穂には多数の花を含むものが多いが、ごく少数の花だけを備えるもの、中には有効な花を1つだけ含むものもある。花が螺旋状に並べば、小穂は円柱状や楕円形、球形などになり、外見は松笠などに似る。花が左右1列に並べば、小穂は扁平になり、横から見れば鱗片は2列に並ぶ。これを瓦列性という。

### 花
個々の花では、花被（花弁や萼）の退化が著しい。ワタスゲ属では花被片は糸状で、花後にそれが長く伸びて綿毛状で目立つが、これはこの類で花被が目立つごく希な例である。多くのものでは花被片は鱗皮状(クロタマガヤツリ属)や刺針状（ホタルイ属・ミカヅキグサ属）などで、それも鱗片に覆われて外からは見えない。カヤツリグサ属、テンツキ属などでは完全になくなる。雄しべは普通3本で、これは2列6本あったもののうち1つの列のみが残ったと考えられる。
カヤツリグサ属やホタルイ属では、ひとつの花に雄しべと雌しべを備えるものが多いが、中には一部の花が単性花となっているものがある。スゲ属、シンジュガヤ属などでは、雄花と雌花は完全に分かれ、小穂も別になっているものが多い。カヤツリグサ属などに見られる単性花は、両性花から分化したものと見なせるが、スゲ属などの場合、両性花が起源であったという証拠はない。このため、カヤツリグサ科は実は2つの系統が含まれているのではないかとの説がある。
小穂は内部の軸に沿って花が並び、これを鱗片が覆う。ひとつの花には、普通は中央に雌しべ、その外側に3対の雄しべ、その外側に花被由来の付属物（ないものもある）があって、これらの外側を1枚の鱗片が覆うのが普通の姿である。
さまざまな環境に生活する種があるが、湿地性の植物が多い。水中生活するものもあるが、完全に沈水性の水草になるものは少なく、多くは水中から茎を突き出して生活する。
細長い根出葉があって、茎の先に花序をつける形と、茎の先、花序の下の苞葉が発達する形のもの、それに、葉が少なく、棒状の茎だけが多数出る形のものが多い。

## イネ科とカヤツリグサ科
カヤツリグサ科は、イネ科とは多くの点でよく似ているが、さまざまな点で区別がつく。
- 茎の断面が三角形のものが多く、葉の配列なども三角になるものが多い（三数性）。イネ科は二数性。
- 茎の断面を見ると、中がつまっている場合が多い。イネ科では中が空洞のものが多い。
- 葉の根元に、茎を巻いて、その両側が癒合して筒状になった鞘を持つものが多い。イネ科では、茎を巻いても融合して筒状の鞘にはならない場合が多い。
- 果実が鱗片から外れて落ちるものが多い。イネ科では、ほとんどが鱗片に包まれて落ちる。

イネ科とカヤツリグサ科は風媒花として進化し、そのため互いに似た点が多い。それは花が地味なこと、小穂を形成することなどである。そのため、見た目の派手な特徴に乏しく、その割に種類が多くて同定が難しい。植物観察では相手にされることが少なく、敬遠されることが多い点でも共通している。特にスゲ属はイネ科植物や他のカヤツリグサ科植物の同定に慣れた専門家ですら敬遠するほど、同定困難なものが多い。
他方、性格的に全く正反対な面もある。イネ科は小穂の構造が非常に多様で、属の数がとても多いが、それぞれの属に含まれる種数はそれほど多くない（700属8000種）。カヤツリグサ科は、小穂の構造はそれほど多くなく、属数が少ないのに、それぞれの属に含まれる種数がとても多い（70属4500種）。また、イネ科には穎果が穀物として利用される種が多数あるほか、サトウキビなど種実以外の部位が食用とされるもの、茅葺きやよしずなどさまざまな形で利用されるものが多数ある。他方、カヤツリグサ科は目立って食品とされているものは少ない。それ以外の利用で使われるものもあるが、イネ科と比べるとはるかに少ない。それともかかわりがあるだろうが、帰化種の数にも非常に差が大きい。

## 人間とのかかわり
種多様性が非常に高いグループである割には、利用価値のあるものは少ない。しかし、以下のようにそれなりに高い利用価値をもっている種もある。
カヤツリグサ科に属するカミガヤツリはパピルスの原材料となる。パピルス紙はこの科特有の、中実で節がなく、真っ直ぐな茎の性質を利用したもので、茎の内部組織を薄片にし、縦横に重ね合わせて密着させ、シートに加工したものである。
こうしたこの科の茎の性質は、茎を細く裂いたものや、そのままの茎を、編んで製品にするにも適している。そのため、ござや筵（むしろ）などを編むための優れた材料として、利用されてきた。アンペラやシチトウイはそのような点で有名である。菅笠や蓑がかつてはカンスゲやカサスゲで作られた。
世界の各地に見られる葦船は、実はアシ（イネ科）ではなく、いずれもカヤツリグサ科を使っており、ペルーとボリビアの国境にあるチチカカ湖のアイマラ語を話す住民が、湖上生活に用いる葦舟や浮島の材料のトトラ（ Scirpus totora ）もカヤツリグサ科フトイ属の一種である。
食用にされるものは少ないが、クログワイの近縁種であるシログワイを栽培化したオオクログワイの塊茎が、中華料理の食材として著名である。
シュロガヤツリなど、観賞用に栽培されているものも少数ながらある。
他方、害になるものも少ない。ハマスゲやクログワイなど、雑草としててこずるものは少数ながらある。

## 分類

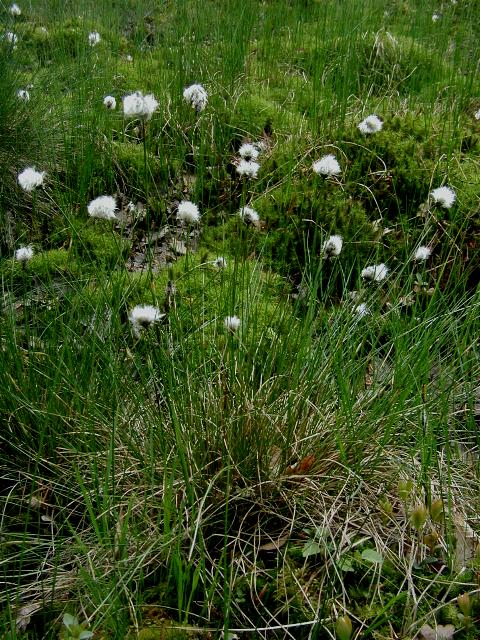
ワタスゲ

主要な属の分類体系を示す。ただしこの群でも分子系統などによる見直しが進んでおり、この体系は変更を受けているようである。
- Carieoideae：スゲ亜科
  - Cariceae：スゲ連
    - Carex：スゲ属
    - Elyna
    - Kobresia：ヒゲハリスゲ属
    - Uncinia：ウンキニア属

  - Lagenocarpeae：ラゲノカルプス連
    - Colechloa
    - Lagenocarpus

  - Sclerieae：シンジュガヤ連
    - Scleria：シンジュガヤ属
- Cyperoideae：カヤツリグサ亜科
  - Cypereae：カヤツリグサ連
    - Cyperus：カヤツリグサ属

  - Dulichieae：ドゥリキウム連
    - Dulichium

  - Hypolytreae：ヒポリツルム連
    - Chrysithrix
    - Hypolytrum：スゲガヤ属
    - Mapania

  - Rhynchosporeae：イヌノハナヒゲ連
    - Gahnia：クロガヤ属
    - Rhynchospora：イヌノハナヒゲ属
    - Schoenus：ノグサ属

  - Scirpeae：ホタルイ連
    - Ereocharis：ハリイ属
    - Eriophorum：ワタスゲ属
    - Fimbristylis：テンツキ属
    - Lipocarpha
    - Scirpus：ホタルイ属

日本産のものについて属と代表的な種を挙げておく。
- Actinoscirpus：オオサンカクイ属 - オオサンカクイ
- Bolboschoenus：ウキヤガラ属 - ウキヤガラ
- Bulbostylis：ハタガヤ属 - ハタガヤ・イトハナビテンツキ
- Carex：スゲ属 - カンスゲ・カサスゲ・コウボウムギ
- Cladium：ヒトモトススキ属 - ヒトモトススキ
- Cyperus：カヤツリグサ属 - カヤツリグサ・カワラスガナ・イガガヤツリ・ハマスゲ
- Diplacrum：カガシラ属 - カガシラ
- Eleocharis：ハリイ属 - ハリイ・シカクイ・マツバイ・クログワイ
- Eriophrum：ワタスゲ属 - ワタスゲ・サギスゲ
- Fimbristylis：テンツキ属 - テンツキ・ヒデリコ・ヤマイ
- Fuirena：クロタマガヤツリ属 - クロタマガヤツリ
- Gahnia：クロガヤ属 - クロガヤ
- Isolepis：ビャッコイ属 - ビャッコイ
- Kobresia：ヒゲハリスゲ属 - ヒゲハリスゲ
- Lepironia：アンペラ属 - アンペラ
- Lipocarpha：ヒンジガヤツリ属 - ヒンジガヤツリ
- Machaerina：ネビキグサ属 - ネビキグサ
- Rhynchospora：ミカヅキグサ属 - ミカヅキグサ・イヌノハナヒゲ・イガクサ
- Schoenoplectiella：ホソガタホタルイ属 - カンガレイ・ホタルイ・ヒメホタルイ
- Schoenoplectus：フトイ属 - フトイ・サンカクイ・シズイ
- Schoenus：ノグサ属 - ノグサ・オオヒゲクサ
- Scirpus：アブラガヤ属 - タカネクロスゲ・アブラガヤ・マツカサススキ
- Scleria：シンジュガヤ属 - シンジュガヤ・コシンジュガヤ
- Trichophorum：ヒメワタスゲ属 - ミネハリイ・ヒメワタスゲ